# قائمة المواقع الأحفورية

تُعد هذه القائمة للمواقع الأحفورية قائمة عالمية للمواقع المعروفة بوجود الحفريات فيها. تتميز بعض الإدخالات
في هذه القائمة بوجود اكتشاف فريد واحد، في حين تتميز إدخالات أخرى بوجود عدد كبير من الحفريات التي وجدت هناك. تعتبر العديد من الإدخالات في هذه القائمة من الرواسب الرسوبية (رواسب تعرض أحافير غير عادية مع حفظ استثنائي - بما في ذلك في بعض الأحيان الأنسجة الرخوة المحفوظة). يشار إلى المخازن من خلال ملاحظة ( ) في عمود الأهمية.
يمكن العثور على الحفريات إما مرتبطة بتكوين جيولوجي أو في موقع جغرافي واحد. تتكون التكوينات الجيولوجية من الصخور التي ترسبت خلال فترة زمنية محددة. وهي تمتد عادة إلى مناطق واسعة، وفي بعض الأحيان توجد مواقع مهمة مختلفة يظهر فيها نفس التكوين. يمكن أن تكون لهذه المواقع إدخالات منفصلة إذا اعتبرت أكثر أهمية من التكوين ككل. وعلى النقيض من ذلك، قد تكون التكوينات الواسعة المرتبطة بمساحات كبيرة ممثلة بشكل متساوٍ في العديد من المواقع. قد تدرج مثل هذه التكوينات إما بدون موقع، أو مع موقع أو مواقع تمثل نوع المنطقة، أو مع مواقع متعددة جديرة بالملاحظة. عندما يدرج موقع نوعي كموقع لتكوين يحتوي على العديد من النتوءات الجيدة، توضع علامة على الموقع بملاحظة ( ). عندما يدرج موقع معين مهم لتكوينات حاملة للحفريات على نطاق واسع، ولكن هذا الموقع غير نمطي إلى حد ما، توضع أيضاً علامة عليه بملاحظة ( ).
العديد من التكوينات تدرس عمليًا في موقع واحد فقط، وقد لا تسمى حتى. على سبيل المثال، المواقع المرتبطة بالهومينين، وخاصة الكهوف، لا تحدد في كثير من الأحيان بتكوين جيولوجي مسمى. لذلك، تدرج بعض المواقع دون تشكيل مرتبط بها.

## قائمة المواقع
| الموقع | المجموعة أو التشكيل أو الوحدة | العمر                                      | القارة  | البلد        | الجدير بالملاحظة                                        |
| --- | ----------------------------- | ------------------------------------------ | ------- | ------------ | ------------------------------------------------------- |
| مثلث العفر |                               | العصر البليوسيني                           | أفريقيا | أثيوبيا      |                                                         |
| منخفض داناكيل |                               | العصر الحديث الأقرب                        | أفريقيا | إرتريا       | بشراناوية                                               |
| أهل الأغلام |                               | العصر البليوسيني المتأخر                   | أفريقيا | المغرب       |                                                         |
| نهر أواش |                               | العصر البليوسيني                           | أفريقيا | أثيوبيا      | بشراناوية                                               |
| مهد البشرية - كهف كوبر - كهف غلاديسفيل - كرومدراي - ملابا - موتسيتسي - بحيرة بلوفرز - كهوف ستيركفونتاين - سوارتكرانس - ومواقع أخرى |                               | العصر البليوسيني - العصر الحديث الأقرب     | أفريقيا | جنوب أفريقيا | بشراناوية                                               |
| هوجسبنت |                               | العصر الحديث الأقرب                        | أفريقيا | جنوب أفريقيا | بشراناوية                                               |
| هوفمير |                               | العصر الحديث الأقرب                        | أفريقيا | جنوب أفريقيا | بشراناوية                                               |
| ألنيف |                               | العصر الكمبري - العصر البرمي المتأخر       | أفريقيا | المغرب       | مفصليات ثلاثية الفصوص                                   |
| جبل إيغود |                               | العصر الحديث الأقرب                        | أفريقيا | المغرب       | بشراناوية                                               |
| حديقة غولدن غيت هايلاندز الوطنية                                                                                                   | كارو سوبر جروب                | العصر البرمي - الجوراسي المبكر             | أفريقيا | جنوب أفريقيا |                                                         |
| كهوف نهر كلاسيس |                               | العصر الحديث الأقرب (العصر الحجري المتوسط) | أفريقيا | جنوب أفريقيا | بشراناوية: البشر الأوائل                                |
| كوبي فورا |                               | العصر البليوسيني - العصر الحديث الأقرب     | أفريقيا | كينيا        | بشراناوية، الأدوات الحجرية                              |
| كورو تورو |                               | العصر البليوسيني                           | أفريقيا | تشاد         | بشراناوية                                               |
| لايتولي |                               | العصر البليوسيني - العصر الحديث الأقرب     | أفريقيا | تنزانيا      | آثار أقدام أشباه البشر                                  |
| ليدي-جيرارو |                               | العصر البليوسيني (البياشنزي)               | أفريقيا | أثيوبيا      | أشباه البشر: LD 350-1، أقدم أحفورة في جنس هومو          |
| لوثاغام |                               | العصر الميوسيني - العصر البليوسيني         | أفريقيا | كينيا        | أشباه البشر والثدييات الأخرى                            |
| بيريفوترا | تشكيل مايفارانو               | الطباشيري المتأخر                          | أفريقيا | مدغشقر       | الديناصورات (غير الطيور)، التمساحيات                    |
| كمكم |                               | الطباشيري المتأخر                          | أفريقيا | المغرب       | الديناصورات غير الطيور، وأشكال التمساحيات، وما إلى ذلك. |

## قراءة إضافية
- Vickers-Rich، Patricia؛ Rich، Thomas Hewett (1993). Wildlife of Gondwana. Reed. ISBN:978-0-7301-0315-8.
- "Fossil sites". The Virtual Fossil Museum. 2001–2011.